# 丁璿
丁璿（ディン・トアン、ベトナム語: Đinh Toàn）は、丁朝大瞿越の第2代皇帝。後世には丁廃帝（ディン・フェ・デ、ベトナム語: Đinh Phế Đế）とも称される。陳仲金『ベトナム史略』では丁穂（ディン・トゥエ、ベトナム語: Đinh Tuệ）と表記される。

## 生涯
丁部領の次男として生まれた。太平9年（978年）、父帝から衛王に封じられた。太平10年（979年）10月、父帝と兄の丁璉が祗候内人の杜釈に殺害されると、丁璿が阮匐・黎桓らによって皇帝に擁立された。十道将軍の黎桓が摂政・副王として実権を握り、丁璿は事実上の傀儡であった。阮匐・丁佃が黎桓の専横に反対して兵を起こしたが、黎桓によって鎮圧された。太平11年（980年）7月に黎桓が帝位につくと、丁璿は元の衛王に戻された。応天8年（1001年）、太祖黎桓が錦水で起きた反乱を鎮圧するのに付き従った際、流れ矢に当たって戦死した。